# Gunman Clive 2
Gunman Clive 2 est un jeu vidéo de type run and gun développé et édité par Hörberg Productions, sorti en 2015 sur Windows, Nintendo 3DS et Wii U et en 2019 sur Nintendo Switch.
C'est le successeur de Gunman Clive.

## Accueil
- Metacritic : 80/100 (3DS)[1]